# 츠키미야 아유
츠키미야 아유(일본어: 月宮あゆ)는 Kanon의 메인 히로인이자 이 작품의 진히로인. 시나리오는 히사야 나오키가 담당했다.

## 개요
- 성우(日):호리에 유이
- 성우(韓):장경희
- 신장 : 154cm
- 혈액형 : AB형
- 체중 : 41kg
- BWH : B80 W52 H79
- 생일 : 1월 7일
- 좋아하는 음식 : 다이야키[1]
- 스토리 초반, 무전취식으로 도망치는 중에 유이치와 부딪힌 키가 작고, 이상하며, 정체를 알 수 없는 여자 아이이다.
- 날개달린 가방, 빨간 헤어 밴드, 자신을 남자의 1인칭 호칭인 "僕(보쿠)"라고 부르는 버릇 등으로 단번에 아유임을 알아차릴 수 있다.
- 붕어빵을 매우 좋아하며, 왼손잡이이다.
- "うぐぅ(우그으)"라는 멘트로 유명한데, 좌절, 분노, 공포 등 부정적인 감정에서 중얼거리는 말이다.[2]